# Solastafette

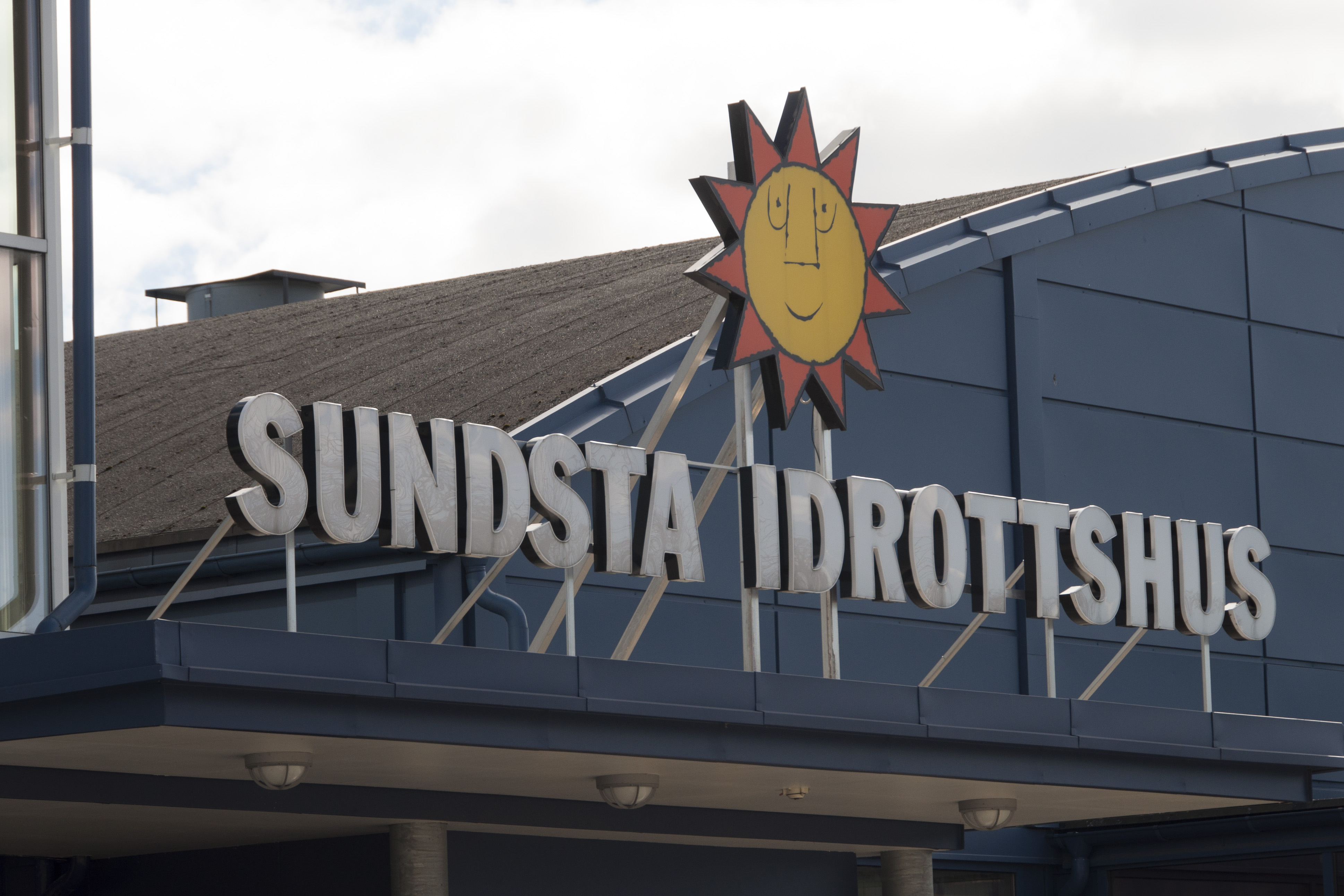
Het logo van de Solastafette werd door Karlstad overgenomen en staat hier op de sporthal van de wijk Sundsta.

De Solastafette was van 1968 tot en met 1998 een estafetteloop voor studenten, tussen Göteborg en Karlstad, die model stond voor de Nederlandse Batavierenrace tussen Nijmegen en de Universiteit Twente, en de Zwitserse Wilhelm Tell-race ofwel SOLA-Stafetten in Zürich. Teams uit deze studentensteden deden mee aan elkanders estafettes.

## Etymologie
De naam stamt af van de herbergierster Eva Lisa Holtz (1739 - 1818) die vanwege haar schoonheid en aanstekelijke, vrolijke humeur, het zonnetje van Karlstad, Sola i Karlstad, werd genoemd. Na verloop van tijd is de zon uitgegroeid tot symbool van Karlstad. Het logo van de Solastafette, een lachende zon, werd later door finishplaats Karlstad overgenomen.

## Geschiedenis
De Universiteit van Göteborg opende in 1967 een filiaal in de tweehonderdvijftig kilometer richting noordnoordoosten gelegen stad Karlstad. Deze Hogeschool van Karlstad kreeg in dat jaar een eigen, Karlstadse Studenten Sportvereniging. Om de band met de Göteborgse studenten sportvereniging aan te halen werd een estafetteloop met feest bedacht: de Solastafette.
De eerste editie werd gelopen door zeven ploegen uit Göteborg en een uit Karlstad. De studentensportvereniging uit Göteborg organiseerde de estafette en de Karlstedelingen het avondfeest. De route werd opgesplitst in vijfentwintig delen van drie tot achttien kilometer, waarvan er minstens drie werden afgelegd door meisjes. Later werden dit dertig delen, waarvan zeker tien voor meisjes. Onderweg werden scholen en sportterreinen gebruikt om te eten, douchen en verzamelen. De wedstrijd liep in de nacht door.
Op het hoogtepunt, eind jaren 1970, liepen honderdtwintig ploegen mee uit allerlei universiteitssteden. Het deelnemersveld was een prettige mengelmoes van prestatiegerichte ploegen die wilden winnen en feestbeesten die voor de lol meeliepen. Tijdens het evenement werden langdurige vriendschappen opgebouwd en vonkten heel wat liefdesrelaties op.
In de loop der jaren liepen de kosten op en werd het verkeer op de route drukker. Na een nachtelijk ongeluk waarbij een teambusje de sloot in reed, mocht er niet meer in het donker worden gelopen. Hierdoor moesten deelnemers en vrijwilligers een overnachting boeken, en liep de belangstelling terug. De estafette werd in 1998 voor het laatst gelopen.